# Guglielmo Marconi (sommergibile)
Il Guglielmo Marconi è stato un sommergibile della Regia Marina.

## Storia
Negli ultimi giorni di giugno 1940 iniziò la sua prima missione in Mar Mediterraneo, al comando del capitano di corvetta Giulio Chialamberto, e alle 23.20 del 2 luglio attaccò in superficie, con il lancio di due siluri da 1000 metri, un gruppo di 6 cacciatorpediniere inglesi in navigazione da Gibilterra verso est: il primo siluro mancò il bersaglio perché difettoso, ma il secondo centrò il cacciatorpediniere HMS Vortingern arrecandogli gravi danni, mentre il Marconi si allontanò indenne immergendosi.
Alle 3.20 dell'11 luglio il Marconi si portò nuovamente all'attacco lanciando un siluro contro i cacciatorpediniere Escort e Forester: l'arma centrò l’Escort che affondò in posizione 36°20' N e 3°40' O (ci furono due vittime) mentre l'unità sezionaria sottopose il Marconi a pesante caccia antisommergibile provocando tuttavia solo danni lievi; il sommergibile rientrò poi dopo aver navigato con quell'unica missione mediterranea per 2260 miglia in superficie e 375 in immersione.
Si decise poi di inviare il sommergibile in Atlantico. Il 6 settembre 1940 il Marconi lasciò Napoli e cinque giorni dopo passò lo stretto di Gibilterra; il 15 settembre si portò nel proprio settore d'operazioni, a nordovest della penisola iberica, trascorrendovi dieci giorni e silurando e affondandovi, il 19 settembre, una nave identificata come piroscafo di medie dimensioni: si trattava in realtà del peschereccio spagnolo Almirante José de Carranza (330 tsl). Il 29 il sommergibile giunse a Bordeaux, sede della base italiana di Betasom.
Il 27 ottobre il Marconi salpò da Bordeaux diretto a ovest delle coste scozzesi, e il 4 ottobre, ricevuta dal gemello Alessandro Malaspina la segnalazione di un convoglio, andò infruttuosamente alla sua ricerca. Nel pomeriggio dell'8 novembre (o nella notte fra il 6 e il 7) intercettò un messaggio del piroscafo Cornish City che richiedeva aiuto per conto di un'altra nave; andò alla ricerca di questa nave ma s'imbatté nel cacciatorpediniere HMS Havelock (anch'esso aveva ricevuto il messaggio del Cornish City) che lo bombardò con cariche di profondità. Il sommergibile si portò a 125 metri e non subì che danni lievi, perché le bombe esplosero a quote meno profonde; emise poi nafta, aria e rottami convincendo così il comandante dell’Havelock dell'avvenuto affondamento, riuscendo quindi a farlo allontanare (per anni si ritenne che l'azione dell’Havelock contro il Marconi avesse determinato l'affondamento di un altro sommergibile italiano, il Comandante Faà di Bruno).
Il sommergibile ricominciò a cercare sia la nave segnalata dal Cornish City, sia una portaerei che gli era stata segnalata dal sommergibile Otaria, riuscendo infine a trovare la prima: la motonave svedese Vingaland (2734 tsl), immobilizzata e incendiata da un aereo Focke-Wulf Fw 200, che il Marconi affondò con il lancio di due siluri (uno dei quali andò a segno). Il 14 cercò di silurare un altro mercantile stimato in 4000 tsl (il siluro andò a vuoto causa il mare mosso) ma desistette sia per le avverse condizioni meteomarine, sia perché la nave sembrò cercare di speronarlo; il 16 si mise sulle tracce di un convoglio di dieci-venti mercantili segnalato da un'altra unità ma non lo trovò per via del mare tempestoso che ostacolava le manovre e diminuiva la velocità; due giorni dopo si mise alla ricerca di un altro convoglio con analoghi risultati, e infine intraprese la navigazione di ritorno tornando alla base il 28 novembre.
Il 16 gennaio 1941 salpò portandosi poi al largo di Porto; non avendo trovato nulla si spostò fra Lisbona e la foce del Tago, ma il 10 febbraio dovette iniziare la navigazione di rientro a causa di una grossa perdita di carburante, attraccando a Bordeaux il 17 febbraio.
Con un nuovo comandante (il tenente di vascello Mario Paolo Pollina) salpò a fine maggio 1941 per portarsi a ovest dello stretto di Gibilterra, dove colse i suoi maggiori successi: il 30 maggio affondò con quattro siluri la cisterna militare HMS Cairndale (8129 tsl) uscendo poi con lievi danni dal bombardamento con cariche di profondità condotto dai due cacciatorpediniere della scorta; il 1º giugno colò a picco il peschereccio portoghese Exportador Primeiro (318 tsl) che non era munito di segnali che ne indicassero l'appartenenza ad una nazione neutrale, mentre quattro giorni dopo si mise alla ricerca di un convoglio di cui era stato informato via radio, trovandolo dopo poche ore. In cinque minuti attaccò con il lancio di tutti i siluri residui: la prima coppiola danneggiò una nave cisterna identificata come di tipo «Daghestan» (5742 tsl), la seconda affondò il piroscafo britannico Baron Lovat (3395 tsl), poi fu affondato il piroscafo svedese Taberg (1392 tsl) e danneggiata una quarta nave stimata in 3400 tsl; cannoneggiato ed essendo terminati i siluri, il Marconi s'immerse e rientrò a Bordeaux.
La quinta missione iniziò a inizio agosto 1941, e nella serata dell'11 fu informato riguardo a un convoglio in zona (si trattava dell'«HG. 70») e lo raggiunse, attaccando poi la cannoniera HMS Deptford con il lancio di due siluri: sembrò che una delle armi avesse centrato il bersaglio, tuttavia l'unità non risulta danneggiata. Perse poi il contatto con il convoglio per ritrovarlo il 13 agosto, quando attaccò nuovamente immobilizzando il piroscafo jugoslavo Sud (2589 tsl) con il lancio di tre siluri; attese poi l'abbandono dell'equipaggio e aprì quindi il fuoco col cannone, ma nel frattempo sopraggiunse anche il sommergibile tedesco U. 126; il Marconi e l’U. 126 misero a segno rispettivamente 25 e 33 colpi incendiando la nave, che fu poi finita con un siluro dal sommergibile tedesco (le fonti non concordano su un fatto: se l’U. 126 finì il Sud perché Pollina si era rifiutato di lanciare un altro siluro, o se lo fece mentre il Marconi stesso si preparava a farlo). Il sommergibile italiano si avviò quindi sulla rotta di rientro, giungendo a Bordeaux il 23 agosto.
Pollina si ammalò e quindi nella missione seguente fu sostituito dal capitano di corvetta Livio Piomarta. La missione, iniziata in ottobre, fu svolta dapprima nei pressi di Porto, poi a sudest delle Azzorre e quindi (dal 26 ottobre) a ovest di Lisbona; nella notte fra il 27 e il 28 ottobre 1941 il Marconi inviò un messaggio a Betasom dicendo di trovarsi in posizione 42°55' N e 21°55' O, di aver avvistato un convoglio e di essere al suo inseguimento, a circa trenta miglia di distanza; poi del sommergibile non si seppe più nulla.
L'unica ipotesi che era stata formulata sulla sua fine è che sia stato accidentalmente affondato dal sommergibile tedesco U. 67 il 28 ottobre 1941 non è assolutamente condividibile. Si deve ritenere che il Marconi, che seguiva il convoglio HG.75, sia stato invece affondato intorno alle 13.35-13.40 del 28 ottobre dalle bombe di profondità del cacciatorpediniere britannico Duncan (capitano di corvetta Arthur Nichol Rowell), a 300 miglia a nord-est delle Isole Azzorre, in lat. 41°57’N, long. 21°56’W, come è confermato, su ricerca italiana (Francesco Mattesini), nel sito Internet uboat.net, "HMS Duncan".
Con il Marconi scomparvero il comandante Piomarta – alla cui memoria fu conferita la Medaglia d'oro al valor militare –, 9 altri ufficiali e 53 fra sottufficiali e marinai.
Il sommergibile aveva svolto 7 missioni di guerra (una in Mediterraneo e 6 in Atlantico), percorrendo 23.346 miglia in superficie e 1540 in immersione.